# Patrick Nielsen
Patrick Reinhard Nielsen (* 23. März 1991 in Kopenhagen) ist ein dänischer Profiboxer im Supermittelgewicht.

## Boxkarriere
Patrick Nielsen wuchs im Kopenhagener Vorort Albertslund auf und begann im Alter von 10 Jahren mit dem Boxen. Als Amateur gewann er im Halbweltergewicht unter anderem 2007 die Dänischen Kadettenmeisterschaften und wurde 2008 Skandinavischer Vizemeister der Junioren. 2009 gewann er noch die Bronzemedaille bei den Dänischen Elite-Meisterschaften im Weltergewicht.
Im Alter von 18 Jahren wechselte er ins Profilager und wurde von Sauerland Event unter Vertrag genommen. Er trainiert in Kopenhagen und Berlin unter Karsten Röwer und Ex-Weltmeister Joey Gamache. Sein Profidebüt gewann er am 12. September 2009 durch K. o. in der ersten Runde. In den folgenden zwei Jahren gewann er zehn weitere Kämpfe in Dänemark und Deutschland, darunter gegen Boxer mit positiven Bilanzen wie Norbert Szekeres (6-1), János Varga (7-2), Adnan Salihu (5-0), Erik Awlastimow (5-0) und Farouk Daku (15-1).
Am 17. Dezember 2011 sicherte er sich die Jugendweltmeisterschaft der IBF im Mittelgewicht, nachdem er den Deutsch-Russen Michael Schubow ausgepunktet hatte. Nach einem K.-o.-Sieg in der ersten Runde gegen József Matolcsi (beendete 2011 die Karriere von Mahir Oral), gewann er am 21. April 2012 durch einen K.-o.-Sieg gegen Gastón Alejandro Vega (17-4), den Interkontinentalen Meistertitel der WBA im Mittelgewicht. Im Mai 2012 besiegte er noch den mehrfachen Italienischen Meister Gaetano Nespro.
Den WBA-Titel konnte er noch gegen den Spanier Jose Yebes (11-2), den Belgier Jamel Bakhi (24-3), den Briten Patrick Mendy (14-5) und den Argentinier Crispulo Andino (16-5) verteidigen. Am 7. September 2013 gewann er zusätzlich den Interkontinentalen Meistertitel der WBO. Von der WBA bereits auf Platz 4 ihrer Weltrangliste platziert, besiegte er dabei den Polen Patrick Majewski (21-1) einstimmig nach Punkten. Am 15. Februar 2014 gewann er durch K. o. in der zweiten Runde gegen Tony Jeter (16-3), den Silver Titel der WBC.
Am 1. Juni 2014 unterlag er beim Kampf um die interime Weltmeisterschaft der WBA nach Punkten gegen Dimitri Tschudinow (12-0). Im Dezember 2014 gewann er gegen den Polen Łukasz Wawrzyczek (20-3). im März 2015 siegte er vorzeitig gegen George Tahdooahnippah (34-1) und wurde dadurch Internationaler Meister der WBA im Supermittelgewicht.
Diesen Titel verteidigte er im Juni 2015 nach Punkten gegen Charles Adamu (23-6). Im Dezember 2015 gelang ihm ein Sieg in der dritten Runde gegen Rudy Markussen (39-3). Im Oktober 2017 verlor Nielsen durch Knockout in der fünften Runde gegen den Briten John Ryder (24-4).
Am 28. April 2018 verlor Nielsen in der Offenburger Baden-Arena gegen Arthur Abraham (46-6) mit zweimal 111:116, einmal 114:113, durch Split Decision nach Punkten.

## Weiteres
2011 nahm er an der TV-Sendung Vild med Dans (dänische Version von Let’s Dance) teil, wo er mit seiner Tanzpartnerin Claudia Rex den zweiten Platz erreichte.
Sein jüngerer Bruder Micki Nielsen ist ebenfalls Profiboxer.